# مصعب بلحوس
مصعب بلحوس لاعب كرة قدم سوري من مواليد حمص، لعب مع الكرامة ومع منتخب سوريا لكرة القدم ويلعب حاليًا مع نادي الكرامة السوريّ.

## روابط خارجية
- مصعب بلحوس على موقع الاتحاد الدولي (مؤرشف)  (الإنجليزية)
- مصعب بلحوس على موقع قاعدة بيانات كرة القدم.إي يو (الإنجليزية)
- مصعب بلحوس على موقع ناشيونال فوتبول تيمز (الإنجليزية)
- مصعب بلحوس على موقع Soccerway.com (الإنجليزية)
- مصعب بلحوس على موقع كووورة